# إيما غرانت
إيما غرانت (بالإنجليزية: Emma Grant)‏ هي دراجة بريطانية، ولدت في 30 سبتمبر 1991.

## وصلات خارجية
- إيما غرانت على موقع الاتحاد الدولي للدراجات (الإنجليزية)
- إيما غرانت على موقع إحصائيات الدراجات الإحترافية (الإنجليزية)
- إيما غرانت على موقع نسبة الدراجات (الإنجليزية)